# Кадая (Калганский район)
Кадая́ — село, бывший посёлок городского типа в Калганском районе Забайкальского края России.
Население — 830 жителей (2021).

## История
В 1757 году были открыты Кадаинский серебросвинцовый рудник и Кадаинская каторжная тюрьма, где отбывали каторгу М.Л. Михайлов, Н.Г. Чернышевский и многие другие политкаторжане, в том числе матросы броненосца «Потемкин» и учебного судна «Прут» и солдаты, бывшие участниками революции 1905—1907 годов. 
К серелине XIX века Кадая была большим селом из 3 улиц. В советский период был отстроен новый поселок, были построены обогатительная фабрика, клуб, школа, библиотека, больница. В 1993 году Кадаинский рудник был закрыт. 
Статус посёлка городского типа — с 1958 года.

## Население
| 1959 | 1970  | 1979  | 1989  | 2002  | 2010  | 2012  | 2013  | 2014  |
| ---- | ----- | ----- | ----- | ----- | ----- | ----- | ----- | ----- |
| 2614 | ↘2583 | ↘1797 | ↗1896 | ↘1220 | ↘1046 | ↘1023 | ↘1005 | ↘1002 |
| 2015 | 2021  |       |       |       |       |       |       |       |
| ↘974 | ↘830  |       |       |       |       |       |       |       |